# Vincere scis, Hannibal, victoria uti nescis
Vincere scis, Hannibal, victoria uti nescis è una locuzione latina, tratta da Ab urbe condita libri, opera di Tito Livio, che significa: Sai vincere, Annibale, ma non sai sfruttare la vittoria.
La locuzione è riferita agli sviluppi della Battaglia di Canne, parte della seconda guerra punica, combattuta il 2 agosto 216 a.C. Secondo quanto riportato da Tito Livio deriva da una riflessione di Maarbale, comandante di cavalleria dell'esercito cartaginese, che rivolgendosi al generale Annibale pronuncia la frase: Non omnia nimirum eidem di dedere. Vincere scis, Hannibal; victoria uti nescis ovvero, "Gli dei non hanno elargito tutti i doni alla stessa persona. Tu Annibale sai vincere, ma non sai sfruttare la vittoria".